# Gran Premio motociclistico di Indianapolis 2010
Il Gran Premio motociclistico di Indianapolis 2010 corso il 29 agosto, è stato l'undicesimo Gran Premio della stagione 2010, svoltosi sul circuito di Indianapolis. Ha visto le vittorie di Daniel Pedrosa in MotoGP, di Toni Elías in Moto2 e di Nicolás Terol nella classe 125.

## Prove e Qualifiche

### Classe 125
Le prime sessioni di prove libere hanno visto primeggiare Marc Márquez su Derbi che ha in seguito ottenuto anche la pole position.
Risultati dopo le qualifiche:
- 1 =  Marc Márquez - Derbi 1'48"124
- 2 =  Nicolás Terol - Aprilia 1'48"603
- 3 =  Bradley Smith - Aprilia 1'49"026

### Moto2
Nelle prime sessioni di prove il più veloce è stato Scott Redding (Suter), mentre la pole è andata a Julián Simón (Suter).
Risultati dopo le qualifiche:
- 1 =  Julián Simón - Suter 1'46"139
- 2 =  Héctor Faubel - Suter 1'46"287
- 3 =  Scott Redding - Suter 1'46"334

### MotoGP

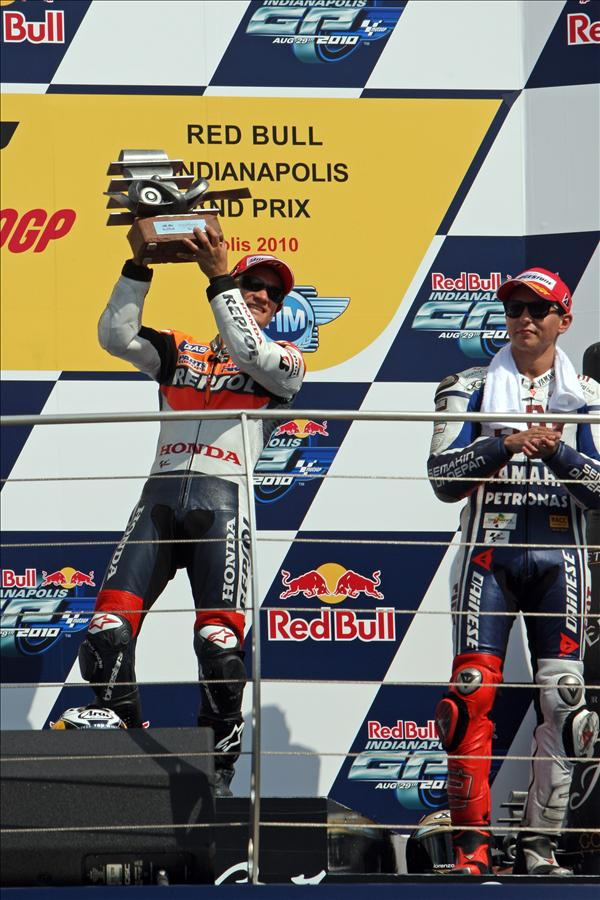
Pedrosa solleva il trofeo del primo classificato dopo aver vinto la gara della classe MotoGP, al suo fianco Lorenzo, giunto al terzo posto

Nelle sessioni di prove libere il pilota più veloce è stato Casey Stoner (Ducati) (1'40.884), seguito da Jorge Lorenzo su Yamaha e Nicky Hayden (Ducati). Nella seconda sessione il migliore è stato Stoner (1'40.331) seguito da Dani Pedrosa (Honda) e Andrea Dovizioso (Honda).
| Pos | Nº | Pilota           | Team                           | Tempo    |
| --- | -- | ---------------- | ------------------------------ | -------- |
| 1   | 11 | Ben Spies        | Monster Yamaha Tech 3-Yamaha   | 1'40"105 |
| 2   | 99 | Jorge Lorenzo    | Fiat Yamaha Team-Yamaha        | 1'40"325 |
| 3   | 69 | Nicky Hayden     | Ducati Marlboro-Ducati         | 1'40"336 |
| 4   | 4  | Andrea Dovizioso | Repsol Honda Team-HRC          | 1'40"559 |
| 5   | 26 | Dani Pedrosa     | Repsol Honda Team-HRC          | 1'40"637 |
| 6   | 27 | Casey Stoner     | Ducati Marlboro-Ducati         | 1'40"664 |
| 7   | 46 | Valentino Rossi  | Fiat Yamaha Team-Yamaha        | 1'41"005 |
| 8   | 58 | Marco Simoncelli | San Carlo Honda Gresini-Honda  | 1'41"092 |
| 9   | 5  | Colin Edwards    | Monster Yamaha Tech 3-Yamaha   | 1'41"232 |
| 10  | 65 | Loris Capirossi  | Rizla Suzuki MotoGP-Suzuki     | 1'41"512 |
| 11  | 19 | Álvaro Bautista  | Rizla Suzuki MotoGP-Suzuki     | 1'41"534 |
| 12  | 33 | Marco Melandri   | San Carlo Honda Gresini-Honda  | 1'41"623 |
| 13  | 7  | Hiroshi Aoyama   | Interwetten Honda MotoGP-Honda | 1'41"631 |
| 14  | 41 | Aleix Espargaró  | Pramac Racing-Ducati           | 1'41"649 |
| 15  | 36 | Mika Kallio      | Pramac Racing-Ducati           | 1'41"856 |
| 16  | 40 | Héctor Barberá   | Paginas Amarillas Aspar-Ducati | 1'41"896 |
| 17  | 14 | Randy de Puniet  | LCR Honda MotoGP-Honda         | 1'41"923 |

## Gara

### MotoGP

#### Arrivati al traguardo
| Pos. | Nº | Pilota           | Squadra                 | Motocicletta | Giri | Tempo     | Griglia | Punti |
| ---- | -- | ---------------- | ----------------------- | ------------ | ---- | --------- | ------- | ----- |
| 1º   | 26 | Daniel Pedrosa   | Repsol Honda            | Honda        | 28   | 47:31.615 | 5       | 25    |
| 2º   | 11 | Ben Spies        | Monster Yamaha Tech 3   | Yamaha       | 28   | +3.575    | 1       | 20    |
| 3º   | 99 | Jorge Lorenzo    | Fiat Yamaha             | Yamaha       | 28   | +6.812    | 2       | 16    |
| 4º   | 46 | Valentino Rossi  | Fiat Yamaha             | Yamaha       | 28   | +12.633   | 7       | 13    |
| 5º   | 4  | Andrea Dovizioso | Repsol Honda            | Honda        | 28   | +21.885   | 4       | 11    |
| 6º   | 69 | Nicky Hayden     | Ducati Team             | Ducati       | 28   | +35.138   | 3       | 10    |
| 7º   | 58 | Marco Simoncelli | San Carlo Honda Gresini | Honda        | 28   | +36.740   | 8       | 9     |
| 8º   | 19 | Álvaro Bautista  | Rizla Suzuki            | Suzuki       | 28   | +36.825   | 11      | 8     |
| 9º   | 41 | Aleix Espargaró  | Pramac Racing           | Ducati       | 28   | +44.905   | 14      | 7     |
| 10º  | 40 | Héctor Barberá   | Paginas Amarillas Aspar | Ducati       | 28   | +51.368   | 16      | 6     |
| 11º  | 65 | Loris Capirossi  | Rizla Suzuki            | Suzuki       | 28   | +55.386   | 10      | 5     |
| 12º  | 7  | Hiroshi Aoyama   | Interwetten Honda       | Honda        | 28   | +57.903   | 13      | 4     |
| 13º  | 14 | Randy de Puniet  | LCR Honda               | Honda        | 28   | +1:04.139 | 17      | 3     |

#### Ritirati
| Nº | Pilota         | Squadra                 | Motocicletta | Giri | Griglia |
| -- | -------------- | ----------------------- | ------------ | ---- | ------- |
| 36 | Mika Kallio    | Pramac Racing           | Ducati       | 18   | 15      |
| 5  | Colin Edwards  | Monster Yamaha Tech 3   | Yamaha       | 16   | 9       |
| 27 | Casey Stoner   | Ducati Team             | Ducati       | 7    | 6       |
| 33 | Marco Melandri | San Carlo Honda Gresini | Honda        | 2    | 12      |

### Moto2
Rispetto all'ultima gara, Vladimir Leonov viene sostituito da Michael Ranseder, mentre il RSM Team Scot non partecipa al GP. In questa classe corrono due piloti con delle wildcard, che sono: Roger Lee Hayden su Moriwaki e Jason Di Salvo su FTR.
La gara è stata subito interrotta a causa di un incidente. La distanza di gara è stata ridotta da 26 a 17 giri.

#### Arrivati al traguardo
| Pos. | Nº | Pilota             | Squadra                      | Motocicletta | Giri | Tempo     | Griglia | Punti |
| ---- | -- | ------------------ | ---------------------------- | ------------ | ---- | --------- | ------- | ----- |
| 1º   | 24 | Toni Elías         | Gresini Racing               | Moriwaki     | 17   | 30:27.480 | 6       | 25    |
| 2º   | 60 | Julián Simón       | Mapfre Aspar                 | Suter        | 17   | +0.405    | 1       | 20    |
| 3º   | 45 | Scott Redding      | Marc VDS Racing              | Suter        | 17   | +4.227    | 3       | 16    |
| 4º   | 29 | Andrea Iannone     | Fimmco Speed Up              | Speed Up     | 17   | +5.978    | 26      | 13    |
| 5º   | 3  | Simone Corsi       | JIR Moto2                    | MotoBi       | 17   | +7.058    | 4       | 11    |
| 6º   | 40 | Sergio Gadea       | Tenerife 40 Pons             | Pons Kalex   | 17   | +9.432    | 8       | 10    |
| 7º   | 12 | Thomas Lüthi       | Interwetten Moriwaki         | Moriwaki     | 17   | +9.815    | 17      | 9     |
| 8º   | 2  | Gábor Talmácsi     | Fimmco Speed Up              | Speed Up     | 17   | +10.141   | 16      | 8     |
| 9º   | 42 | Jason Di Salvo     | GP Tech                      | FTR          | 17   | +17.564   | 27      | 7     |
| 10º  | 8  | Anthony West       | MZ Racing                    | MZ-RE Honda  | 17   | +17.592   | 5       | 6     |
| 11º  | 77 | Dominique Aegerter | Technomag-CIP                | Suter        | 17   | +17.618   | 21      | 5     |
| 12º  | 63 | Mike Di Meglio     | Mapfre Aspar                 | Suter        | 17   | +20.527   | 22      | 4     |
| 13º  | 71 | Claudio Corti      | Forward Racing               | Suter        | 17   | +26.008   | 14      | 3     |
| 14º  | 80 | Axel Pons          | Tenerife 40 Pons             | Pons Kalex   | 17   | +28.353   | 28      | 2     |
| 15º  | 68 | Yonny Hernández    | Blusens-STX                  | BQR-Moto2    | 17   | +30.480   | 23      | 1     |
| 16º  | 25 | Alex Baldolini     | Caretta Technology Race Dept | I.C.P.       | 17   | +30.538   | 20      |       |
| 17º  | 34 | Roger Lee Hayden   | American Honda               | Moriwaki     | 17   | +31.860   | 29      |       |
| 18º  | 53 | Valentin Debise    | WTR San Marino               | ADV          | 17   | +32.255   | 31      |       |
| 19º  | 9  | Kenny Noyes        | Jack & Jones by A.Banderas   | Promoharris  | 17   | +32.500   | 30      |       |
| 20º  | 52 | Lukáš Pešek        | Matteoni CP Racing           | Moriwaki     | 17   | +32.529   | 15      |       |
| 21º  | 39 | Robertino Pietri   | Italtrans S.T.R.             | Suter        | 17   | +44.569   | 33      |       |
| 22º  | 5  | Joan Olivé         | Jack & Jones by A.Banderas   | Promoharris  | 17   | +44.956   | 36      |       |
| 23º  | 41 | Arne Tode          | Racing Team Germany          | Suter        | 17   | +52.993   | 32      |       |
| 24º  | 88 | Yannick Guerra     | Holiday Gym G22              | Moriwaki     | 17   | +57.481   | 39      |       |
| 25º  | 44 | Roberto Rolfo      | Italtrans S.T.R.             | Suter        | 17   | +1:16.404 | 19      |       |
| 26º  | 72 | Yūki Takahashi     | Tech 3 Racing                | Tech 3       | 14   | +3 giri   | 13      |       |

#### Ritirati
| Nº | Pilota              | Squadra                    | Motocicletta | Giri | Griglia |
| -- | ------------------- | -------------------------- | ------------ | ---- | ------- |
| 95 | Mashel Al Naimi     | Blusens-STX                | BQR-Moto2    | 12   | 38      |
| 16 | Jules Cluzel        | Forward Racing             | Suter        | 11   | 18      |
| 14 | Ratthapark Wilairot | Thai Honda PTT Singha SAG  | Bimota       | 8    | 7       |
| 35 | Raffaele De Rosa    | Tech 3 Racing              | Tech 3       | 6    | 10      |
| 65 | Stefan Bradl        | Viessmann Kiefer Racing    | Suter        | 5    | 9       |
| 4  | Ricard Cardús       | Maquinza-SAG               | Bimota       | 2    | 35      |
| 11 | Yusuke Teshima      | JIR Moto2                  | MotoBi       | 2    | 37      |
| 55 | Héctor Faubel       | Marc VDS Racing            | Suter        | 1    | 2       |
| 6  | Alex Debón          | Aeroport de Castello - Ajo | FTR          | 1    | 34      |
| 61 | Vladimir Ivanov     | Gresini Racing             | Moriwaki     | 1    | 25      |

#### Non partiti
| Nº | Pilota           | Squadra               | Motocicletta | Griglia |
| -- | ---------------- | --------------------- | ------------ | ------- |
| 48 | Shōya Tomizawa   | Technomag-CIP         | Suter        | 24      |
| 56 | Michael Ranseder | Vector Kiefer Racing  | Suter        | 11      |
| 10 | Fonsi Nieto      | Holiday Gym G22       | Moriwaki     | 12      |
| 17 | Karel Abraham    | Cardion AB Motoracing | FTR          | 40      |

### Classe 125
In questa classe Kristian Lee Turner su Aprilia corre come wildcard, mentre Sturla Fagerhaug non partecipa a causa di un infortunio.

#### Arrivati al traguardo
| Pos. | Nº | Pilota             | Squadra                  | Motocicletta | Giri | Tempo     | Griglia | Punti |
| ---- | -- | ------------------ | ------------------------ | ------------ | ---- | --------- | ------- | ----- |
| 1º   | 40 | Nicolás Terol      | Bancaja Aspar            | Aprilia      | 23   | 42:19.223 | 2       | 25    |
| 2º   | 11 | Sandro Cortese     | Avant Mitsubishi Ajo     | Derbi        | 23   | +4.995    | 4       | 20    |
| 3º   | 44 | Pol Espargaró      | Tuenti Racing            | Derbi        | 23   | +10.856   | 5       | 16    |
| 4º   | 7  | Efrén Vázquez      | Tuenti Racing            | Derbi        | 23   | +15.402   | 6       | 13    |
| 5º   | 12 | Esteve Rabat       | Blusens-STX              | Aprilia      | 23   | +19.912   | 10      | 11    |
| 6º   | 99 | Danny Webb         | Andalucia Cajasol        | Aprilia      | 23   | +20.093   | 11      | 10    |
| 7º   | 35 | Randy Krummenacher | Stipa-Molenaar Racing GP | Aprilia      | 23   | +20.702   | 13      | 9     |
| 8º   | 23 | Alberto Moncayo    | Andalucia Cajasol        | Aprilia      | 23   | +26.797   | 15      | 8     |
| 9º   | 94 | Jonas Folger       | Ongetta Team             | Aprilia      | 23   | +27.666   | 12      | 7     |
| 10º  | 93 | Marc Márquez       | Red Bull Ajo Motorsport  | Derbi        | 23   | +39.840   | 1       | 6     |
| 11º  | 53 | Jasper Iwema       | CBC Corse                | Aprilia      | 23   | +46.153   | 19      | 5     |
| 12º  | 39 | Luis Salom         | Stipa-Molenaar Racing GP | Aprilia      | 23   | +52.556   | 7       | 4     |
| 13º  | 14 | Johann Zarco       | WTR San Marino           | Aprilia      | 23   | +54.354   | 8       | 3     |
| 14º  | 84 | Jakub Kornfeil     | Racing Team Germany      | Aprilia      | 23   | +54.402   | 18      | 2     |
| 15º  | 32 | Lorenzo Savadori   | Matteoni CP Racing       | Aprilia      | 23   | +1:07.208 | 21      | 1     |
| 16º  | 72 | Marco Ravaioli     | Lambretta Reparto Corse  | Lambretta    | 23   | +1:24.117 | 25      |       |
| 17º  | 15 | Simone Grotzkyj    | Fontana Racing           | Aprilia      | 23   | +1:25.890 | 14      |       |
| 18º  | 87 | Luca Marconi       | Ongetta Team             | Aprilia      | 23   | +1:53.618 | 26      |       |

#### Ritirati
| Nº | Pilota              | Squadra                       | Motocicletta | Giri | Griglia |
| -- | ------------------- | ----------------------------- | ------------ | ---- | ------- |
| 71 | Tomoyoshi Koyama    | Racing Team Germany           | Aprilia      | 14   | 9       |
| 38 | Bradley Smith       | Bancaja Aspar                 | Aprilia      | 12   | 3       |
| 26 | Adrián Martín       | Aeroport de Castello - Ajo    | Aprilia      | 12   | 20      |
| 63 | Zulfahmi Khairuddin | AirAsia - Sepang Int. Circuit | Aprilia      | 11   | 23      |
| 78 | Marcel Schrötter    | Interwetten Honda             | Honda        | 8    | 17      |
| 55 | Isaac Viñales       | Lambretta Reparto Corse       | Lambretta    | 3    | 22      |
| 69 | Louis Rossi         | CBC Corse                     | Aprilia      | 1    | 24      |

#### Non partiti
| Nº | Pilota              | Squadra       | Motocicletta | Griglia |
| -- | ------------------- | ------------- | ------------ | ------- |
| 5  | Alexis Masbou       | Ongetta Team  | Aprilia      | 16      |
| 90 | Kristian Lee Turner | Veloce Racing | Aprilia      |         |